# 艾伯塔省4號省道
艾伯塔省4号省道（英語：Alberta Provincial Highway No. 4），是加拿大艾伯塔省的一条南北向公路，南起美加边界与15號州際公路连接，北至萊斯布里奇 ，全长103公里。